# Phare Psathoura
Le phare Psathoura  est situé sur l'île Psathoura dans les Sporades en  Grèce. Il est achevé en 1895.

## Caractéristiques
Le phare est une tour ronde, de pierres volcaniques, dont le dôme de la lanterne, blanche, est de couleur verte. D'une hauteur de 28,9 mètres, il s'élève à 41 mètres au-dessus de la mer Égée.

## Histoire
Le phare est construit par une compagnie française en 1895 après le naufrage d'un bâtiment danois entraînant la perte de nombreuses vies humaines. 
Au début de la Seconde Guerre mondiale, le phare est éteint. Les gardiens ne l'allument que pour aider les Alliés. Plus tard, lors de l'occupation de la Grèce par les forces allemandes et italiennes, il est éteint complètement jusqu'en 1945.  Il est modernisé en 1987 pour fonctionner à l'énergie solaire. L'île de Psathoura est inhabitée.

## Codes internationaux
- ARLHS[1] : GRE-029
- NGA : 16464
- Admiralty[2] : E 4482

## Source
(en) [PDF] List of lights radio aids and fog signals - 2011 - The west coasts of Europe and Africa, the mediterranean sea, black sea an Azovskoye more (sea of Azov) (la liste des phares de l'Europe, selon la National Geospatial - Intelligence Agency)- Version 2011 - National Geospatial - Intelligence Agency